# Федюшина, Валентина Анатольевна
Валентина Анатольевна Федюшина (род. 10 февраля 1965, Москва) — бывшая толкательница ядра, выступавшая за СССР (1983—1991), Украину (1992—1999) и Австрию (1999—2004). Участница трёх Олимпиад (1988, 1996, 2000). Бронзовый призёр чемпионата Европы в помещении 1996 года. Двукратная чемпионка Украины (1994, 1997). Шестикратная чемпионка Австрии на открытом воздухе (1999—2004) и пятикратная в помещении (2000—2004).

## Биография и карьера
Дебютировала на международной арене в 1983 году. После распада СССР переехала из Подмосковья в Симферополь. В 1992 году не попала в состав сборной на Олимпиаду в Барселоне. Была замужем за метателем диска Владимиром Зинченко.
После окончания спортивной карьеры работает международным агентом, аккредитована в 12 национальных федерациях. С 2013 по 2016 год была техническим руководителем проекта по натурализации кенийских бегунов (Исаак Кипкембои, Николас Чепсеба, Амос Кибиток, Эванс Киплагат) для сборной России, от осуществления которого Всероссийская федерация лёгкой атлетики в дальнейшем отказалась.

## Основные результаты
| Год                  | Соревнования                   | Место проведения       | Место  | Результат |
| СССР                 | СССР                           | СССР                   | СССР   | СССР      |
| -------------------- | ------------------------------ | ---------------------- | ------ | --------- |
| 1983                 | Чемпионат Европы среди юниоров | Швехат, Австрия        | 2      | 17,01 м   |
| 1988                 | Летние Олимпийские игры        | Сеул, Южная Корея      | 13     | 19,06 м   |
| Объединённая команда |                                |                        |        |           |
| 1992                 | Чемпионат Европы в помещении   | Генуя, Италия          | 4      | 18,95 м   |
| Украина              |                                |                        |        |           |
| 1993                 | Чемпионат мира в помещении     | Торонто, Канада        | 4      | 19,07 м   |
| 1993                 | Чемпионат мира                 | Штутгарт, Германия     | 7      | 19,27 м   |
| 1993                 | Финал Гран-при IAAF            | Лондон, Великобритания | 6      | 18,72 м   |
| 1994                 | Чемпионат Европы в помещении   | Париж, Франция         | —      | NM        |
| 1994                 | Чемпионат Европы               | Хельсинки, Финляндия   | 7      | 18,91 м   |
| 1995                 | Чемпионат мира в помещении     | Барселона, Испания     | 6      | 18,48 м   |
| 1995                 | Чемпионат мира                 | Гётеборг, Швеция       | 10     | 18,03 м   |
| 1995                 | Финал Гран-при IAAF            | Монте-Карло, Монако    | 4      | 19,35 м   |
| 1996                 | Чемпионат Европы в помещении   | Стокгольм, Швеция      | 3      | 18,90 м   |
| 1996                 | Летние Олимпийские игры        | Атланта, США           | 12     | 17,99 м   |
| 1997                 | Чемпионат мира                 | Афины, Греция          | 20 (q) | 17,31 м   |
| 1997                 | Финал Гран-при IAAF            | Фукуока, Япония        | 8      | 17,50 м   |
| Австрия              |                                |                        |        |           |
| 1999                 | Чемпионат мира                 | Севилья, Испания       | 7      | 18,17 м   |
| 1999                 | Финал Гран-при IAAF            | Мюнхен, Германия       | 7      | 17,65 м   |
| 2000                 | Летние Олимпийские игры        | Сидней, Австралия      | 12     | 17,14 м   |
| 2001                 | Финал Гран-при IAAF            | Мельбурн, Австралия    | 7      | 17,01 м   |
| 2002                 | Чемпионат Европы в помещении   | Вена, Австрия          | 4      | 18,23 м   |
| 2002                 | Чемпионат Европы               | Мюнхен, Германия       | 13     | 17,11 м   |